# 東京放送劇団
東京放送劇団（とうきょうほうそうげきだん）は、1940年代から1990年まで存在した日本放送協会（NHK）の元放送用専属劇団である。

## 歴史
- 1941年 - JOAKがラジオドラマ専門のラジオ俳優を養成する2年制の養成所（東京中央放送局専属劇団俳優養成所）の研究生を公募する。応募総数は546名。
- 1943年5月 - 養成期間を終えた第1期生31名（男性10名、女性21名）を採用する。
- 1946年2月 - 第2期生を採用する。
- 1948年9月 - 第3期生を採用する。
- 1952年4月 - 第4期生を採用する。
- 1953年2月 - 東京放送劇団の団員は41名、テレビ演劇研究生は15名を数える。東京以外の劇団には96名（大阪：24名、名古屋：18名、広島：14名、福岡：14名、仙台：14名、札幌：12名）が在籍する。
- 1954年4月 - 第5期生を採用する。テレビからの需要を満たせるように加味し養成する。
- 1959年6月 -  仕事の性質上から芸術家としての待遇を取って、団員との専属の契約を見直し、優先契約制へと移行する[1]。
- 1990年3月31日 - NHK経営合理化のために19名の団員の年間契約を解除、解散した。当時の平均年齢は60.4歳。

## 劇団体勢変更
1959年4月、テレビの仕事を得られない劇団員から不満の声が上がる。この結果、専属制度が見直された。同年4月21日、加藤道子と山内雅人が文化放送の『現代劇場』で放送された『役の行者』に出演。東京放送劇団員の民放初出演となるが、これは加藤道子の父親である加藤精一が出演していることと、プロデューサーが山内雅人と大学時代のサークル仲間であるという事情が考慮され許可が下りた。黒柳徹子、里見京子などは民放への出演許可が下りず、他の劇団員も民放の番組に出演すればNHKの番組には起用されなくなると言われていることなどから、専属制の廃止は表面上だけであったと雑誌『芸能』では評している。

## 指導者（客員を含む）
- 神保格
- 谷川徹三
- 近藤忠義
- 森本治吉
- 菅原太郎
- 吉川義雄
- 片山頴太郎
- 関口次郎
- 河竹敏俊
- 伊藤熹朔
- 高田保
- 青山杉作
- 丸山定夫
- 山本安英
- 夏川静江
- 滝沢修
- 大岡龍男

## 出身者
- 加藤道子 - 1期生[1]
- 巖金四郎 - 1期生[1]
- 小山源喜 - 1期生[1]
- 中村紀子子 - 1期生[1]
- 七尾伶子 - 1期生[3]
- 西澤實 - 1期生
- 富田仲次郎 - 1期生[4]
- 山田清 - 1期生[1]
- 綱島初子 - 1期生[1]
- 加藤玉枝 - 1期生[1]
- 尾崎勝子 - 1期生[1]
- 内村軍一 - 1期生[1]
- 加藤幸子 - 1期生[1]
- 立川宏子 - 1期生[1]
- 渡辺富美子 - 1期生[1]
- 東恵美子 - 2期生[5]
- 臼井正明 - 2期生
- 太宰久雄 - 2期生
- 千葉信男 - 2期生
- 坂本和子 - 2期生[1]
- 伊島幸子 - 2期生[1]
- 吉田雅子 - 2期生[1]
- 木下喜久子 - 2期生[1]
- 須永宏 - 2期生[1]
- 大木民夫 - 2期研究生
- 勝田久 - 3期生[6]
- 高橋和枝 - 3期生[6]
- 名古屋章 - 3期生[6]
- 緒方敏也 - 4期生[7]
- 川久保潔 - 4期生[1]
- 来宮良子 - 4期生
- 武田国久 - 4期生[1]
- 黒沢良 - 4期生
- 篠田節夫 - 4期生[1]
- 山内雅人 - 4期生[1]
- 伊藤淳子 - 4期生[1]
- 里見京子 - 5期生[1]、団長（1989年11月時点）
- 新藤乃里子 - 5期生[1]
- 黒柳徹子 - 5期生[1]
- 横山道代 - 5期生[1]
- 友部光子 - 5期生[1]
- 吉本ミキ - 5期生[1]
- 八木光生 - 5期生[1]
- 木下秀雄 - 5期生[1]
- 関根信昭 - 5期生[1]
- 三田松五郎 - 5期生[1]
- 幸田弘子 - 5期生[1]
- 中村恵子 - 5期生[1]
- 白坂道子 - 5期生[1]
- 桜井英一 - 5期生[1]
- 今井純成 - 5期生[1]
- 渡辺文子
- 青砥洋

## その他
NHKは東京放送劇団以外にも適宜、各放送局に専属放送劇団を設置していた。ほとんどが東京放送劇団と同時に解散。
- 札幌放送劇団
- 青森放送劇団
- 盛岡放送劇団
- 仙台放送劇団
- 秋田放送劇団
- 鶴岡放送劇団
- 福島放送劇団
- 金沢放送劇団
- 浜松放送劇団
- 名古屋放送劇団
- 大阪放送劇団
- 京都放送劇団
- 広島放送劇団
- 岡山放送劇団
- 松山放送劇団
- 福岡放送劇団

NHKはドラマ制作にあたって、音響効果を担当する東京放送効果団も設立していた。東京放送管弦楽団とともに1990年3月末をもって解散。
解散後その多くは81プロデュースに移籍しており、それらもNHKのアニメ・海外ドラマの声優や、ドキュメンタリーのナレーターなどに引き続き携わっている。